# Guide électronique des programmes
Pour les articles homonymes, voir EPG.
 (novembre 2011).
Si vous disposez d'ouvrages ou d'articles de référence ou si vous connaissez des sites web de qualité traitant du thème abordé ici, merci de compléter l'article en donnant les références utiles à sa vérifiabilité et en les liant à la section « Notes et références ».

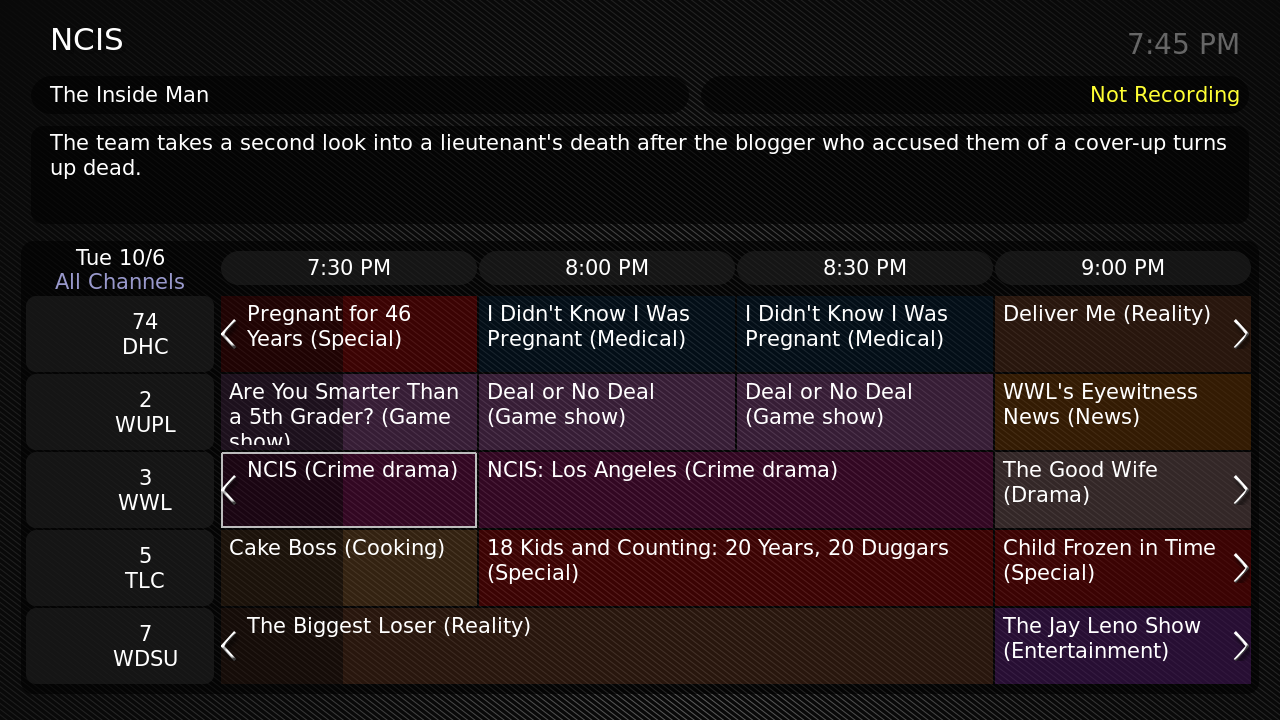
Interface du Guide électronique des programmes pour MythTV.

L’EPG (sigle pour Electronic Program Guide) ou en langue française Guide électronique des programmes est un guide utilisé dans le domaine de la télévision. Il est constitué de renseignements détaillés accessibles par un menu infographique interactif. Il fournit des informations sur le programme de télévision présent et les émissions à venir sur un délai de quelques heures et parfois plusieurs jours.

## Diffusion
Le service Guide électronique des programmes est disponible sur une série de réseaux de diffusion tels que la télévision numérique terrestre, la télévision via xDSL, la télévision par satellite, les services multimédias des smartphones et certains sites Web.
Techniquement, les signaux d’EPG sont diffusés avec le flux de diffusion ; au mode analogique sur le canal du télétexte et dans un flux de données spécifique, pour la diffusion numérique. Initialement, cette fonctionnalité a été élaborée pour la télédiffusion analogique mais elle a été étendue à l'univers numérique. Il existe différents logiciels permettant d'accéder aux données EPG et de les extraire par exemple au format XMLTV, rendant ces fichiers utilisables par les équipements HTPC.
Le format TV-Anytime a été spécialement défini par le forum international TV-Anytime dont l’un des membres actifs est l’EBU. TV-Anytime un format d’EPG, basé XML, interopérable et directement lisible par un HTPC ou un PVR en anglais : Personal Video Recorder. Un profil de TV-Anytime est utilisé par DVB sous le nom de BCG (Broadband Content Guide), aussi sélectionné par l’Open IPTV Forum. TV-Anytime est aussi utilisé par ATIS aux États-Unis et pour l’agrégation de métadonnées en Europe. Entre autres, le mapping de TV-Anytime vers uPnP a été défini dans le forum DLNA (Digital Living Network Alliance). Cette solution est aussi utilisée dans différents projets tels que la plate-forme IPTV de NTT au Japon. La spécification TV-Anytime est maintenue par l’UER au nom de l’ETSI. Plusieurs phases de maintenance ont déjà eu lieu, la dernière en date à la demande de la BBC.

## Applications
Un EPG permet essentiellement, pour l’utilisateur, de :
- consulter les programmes de télévision à venir (de quelques heures à une semaine selon les chaînes) ;
- programmer un enregistrement par simple sélection du programme dans le guide ;
- donner automatiquement un titre à un enregistrement, et d’y associer la fiche de description du programme ;
- rechercher facilement des programmes selon divers critères.

On trouve principalement des EPG sur :
- les enregistreurs numériques sur DVD ou disques dur (DVR ou PVR)
- les HTPC ou ordinateurs personnels Home Theatre

## Les formats les plus connus
- Gemstar GuidePlus+
- NextView : norme définie entre 1995 et 1997 par l’ETSI sous les références Nextview EPG (ETS 300 707) et (ETS 300 708)
- TV-Anytime : norme définie par l’EBU et publiée par l’ETSI en 2003 référence ETSI TS 102 822